# Eupterote chinensis
Eupterote chinensis is een vlinder uit de familie van de Eupterotidae. De wetenschappelijke naam van de soort is voor het eerst geldig gepubliceerd in 1898 door Leech.